# Ланкренон, Жозеф Фердинанд
Жозеф Фердинанд Ланкренон (фр. Joseph-Ferdinand Lancrenon; 16 марта 1794, Ло, Ду — 4 августа 1874, там же) — французский художник.

## Биография
Ученик Жироде-Триозона. Несколько раз участвовал в конкурсе на Римскую премию, однако премии I степени не получил. С 1834 года руководил музеем изящных искусств Безансона, а с 1840 года — Школой живописи и скульптуры в этом же городе. Как художник, много работал над созданием картин на мифологический сюжет, которые отличались драматической изысканностью поз и продуманной композицией.

## Галерея

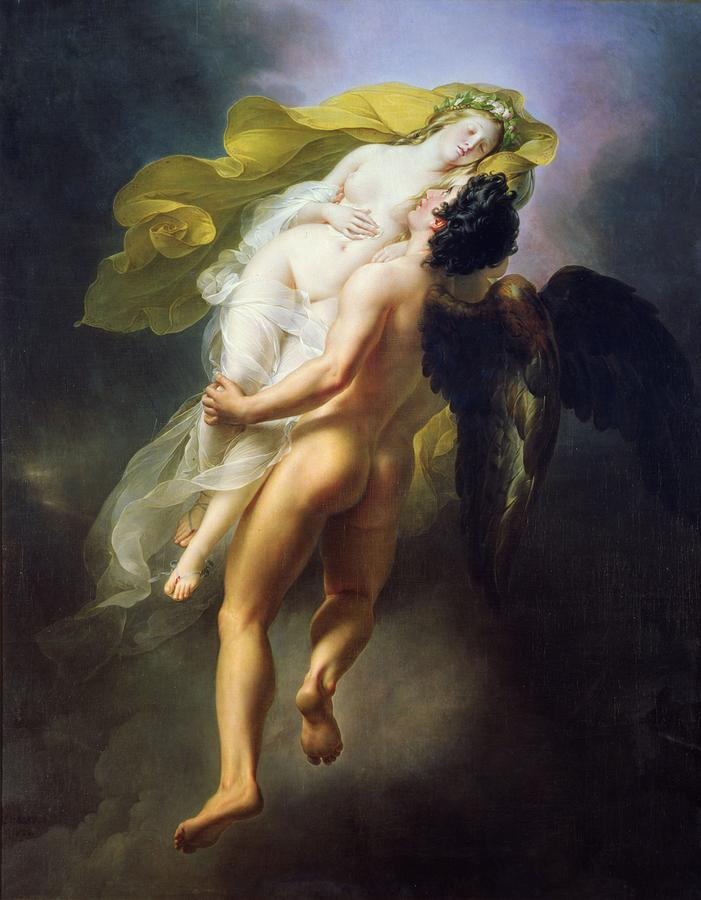
Борей похищает Орифию.
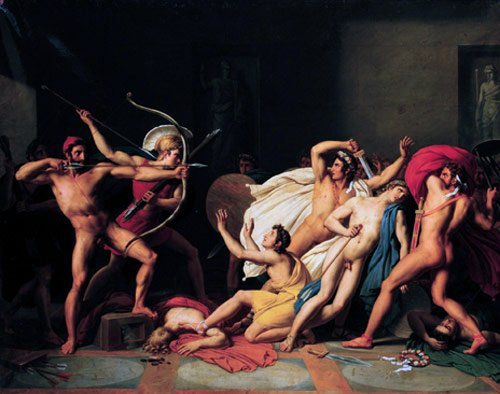
Одиссей и Телемак истребляют женихов Пенелопы.
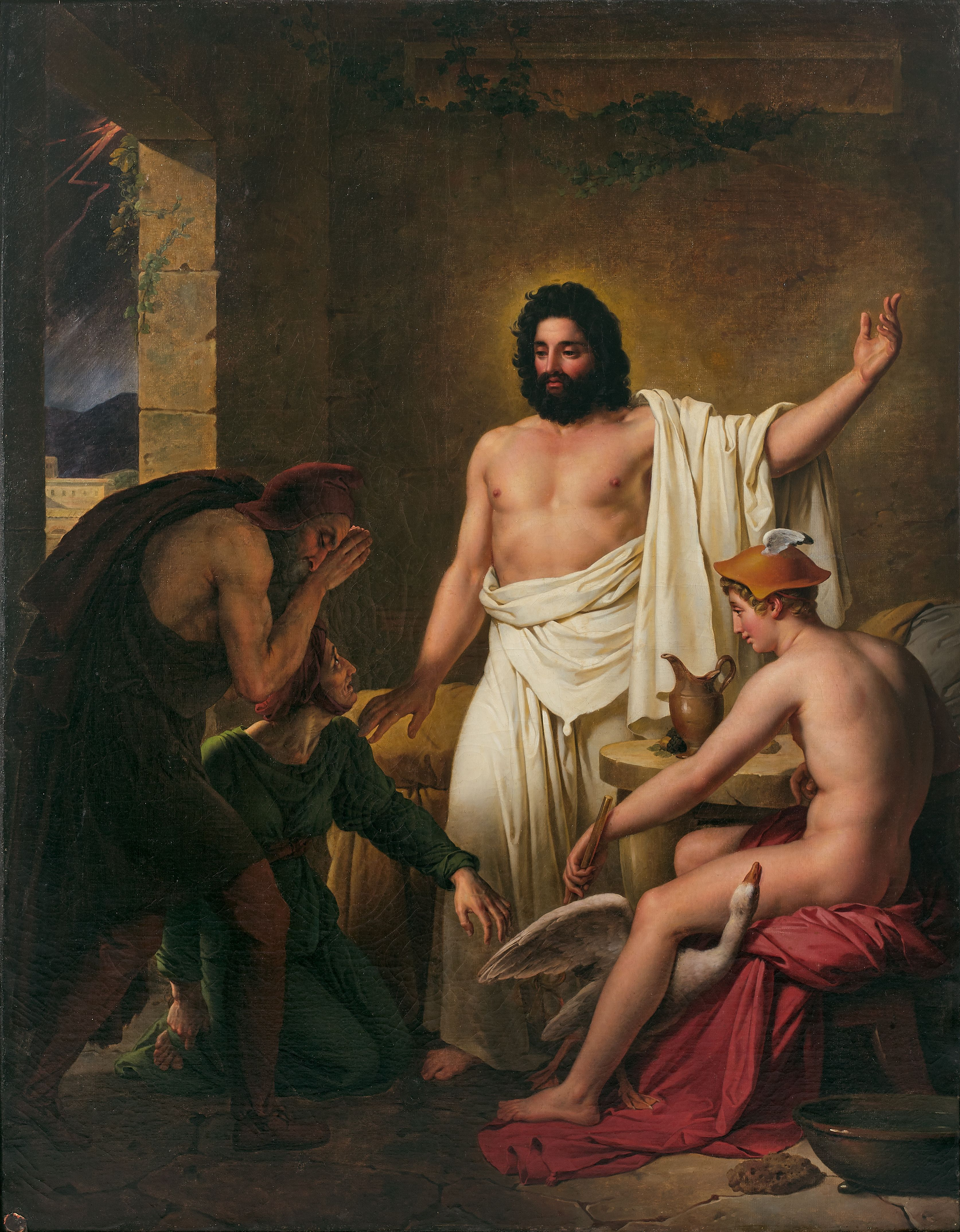
Зевс и Гермес в хижине Филемона и Бавкиды.